# Anthanassa nebulosa
La mariposa lunita nebulosa (Anthanassa nebulosa) es una especie endémica de México, de la familia Nymphalidae, fue descrita originalmente bajo el nombre científico Phyciodes alexon por Godman & Salvin, en 1901. El lectotipo proviene de Cuernavaca,  Morelos.

## Descripción
La longitud de ala es de 17 a 18 mm. El ala anterior al margen costal es convexo, el externo es curvo y el interno es casi recto. Las alas anteriores y posteriores de su lado dorsal son de color café oscuro, con manchas pequeñas de color blanco o crema y manchas de color anaranjado cerca de la región basal. En las alas posteriores los márgenes (costal e interno) son convexos, y el externo es ondulado. En su lado ventral, las alas anteriores cerca del área basal son de color amarillo; en el centro del ala, el área submarginal es de color negro y presenta diversas manchas irregulares de color crema o blanco. Las posteriores presentan varias manchas amarillas rosas cerca del área basal. Un tercio del área submarginal es de color café, y un tercio cerca del ápice color rosa. 
Cabeza, tórax y abdomen son de color café oscuro. Los palpos labiales presentan pelos blancos y cafés, el tórax y abdomen  en su vista ventral son de color blanco. Las patas son de color amarillo. Antenas de color café, y con escamas blancas en su vista ventral.  es una de las mariposas más comunes

## Hábitat
Esta especie habita en áreas abiertas, en el este y oeste de México. Su distribución conocida en los estados de Chiapas, Colima, Guerrero, Hidalgo, Jalisco, Michoacán, Morelos, México, Nayarit, Oaxaca, Puebla, San Luis Potosí, Tamaulipas y Veracruz.